# Finn Søeborg
Finn Søeborg, född 13 april 1916 i Köpenhamn, död 14 september 1992, var en dansk humorist och författare. Genom satir och ironi kritiserade han bland annat det danska samhället för dess byråkrati och sociala gemenskaper för att undertrycka individen.

## Biografi
Finn Søeborg var son till bankassistenten, sedermera prokuristen, Aage Søeborg och Rigmor Keller, lärare för hörselskadade. Han tog realexamen 1932, gick i handelslära till 1935 och tog en högre handelsexamen 1938. Han arbetade därefter som kontorsassistent för Fællesforeningen for Danmarks Brugsforeninger (FDB) 1938-1944. Han tog studentexamen 1942 samt den första delen av en statsvetenskaplig examen 1944. Han var anställd på Prisdirektoratet (I Sverige motsvarande Statens pris- och konkurrensverk) 1944-1947. Därefter var han anställd på Brancheforeningen for farve- og lakindustrien (1947-1949), Bostadsministeriet (1949-1951) och som lärare i litteratur på Köpenhamns kommuns aftonhögskola.
Søeborg debuterade som författare 1950 med den satiriska romanen Sådan er der så meget, i vilken han gick till angrepp mot byråkratin och statsadministrationen i Danmark. Boken blev en framgång och redan året därpå gav han ut romanen – her går det godt! i vilken han riktar kritik mot bostadsbristen och fanatism. I romanen Bare det løber runt (1957) angriper han konkurrensmentaliteten och pengadominansen i samhället. I Med åbne arme (1958) ironiserar han kring en provinsstads mottagande av en politisk flykting, ett tema som återkommer i romanen Navn ukendt! (1965) där han angriper stormakternas militära upprustning och maktspel. I Den frie købmand (1972) skildras den lilla entreprenören som slås ut av en konkurrerande stormarknad. Några av Søeborgs verk har blivit filmatiserade, däribland romanen Vi har det jo dejligt (1963) och novellen Min kone forstår mig ikke. 
Søeborg gav även ut flera novellsamlingar med blandade teman. Bland dessa fanns Kun for sjov (1954), Blot til lyst (1959), Alfred og andre historier (1966), Ventesal for ikke-rygere (1966), Finn Søeborgs bedste (1968) och Middag for to (1969). För sitt författarskap tilldelades han Tørsleff & Co.s litterære Hæderslegat (1955), Adam Oehlenschläger Legatet (1967) samt enstaka bidrag från Statens Kunstfond (1974-1975).